# Certhilauda brevirostris
A Certhilauda brevirostris a madarak osztályának verébalakúak (Passeriformes) rendjébe, ezen belül a pacsirtafélék (Alaudidae) családjába tartozó faj.

## Rendszerezése
A fajt Austin Roberts dél-afrikai zoológus írta le 1941-ben, a Certhilauda curvirostris alfajaként Certhilauda curvirostris brevirostris néven.

## Előfordulása
Afrika legdélibb részén, a Dél-afrikai Köztársaság területén honos.

## Megjelenése
Testhossza 21 centiméter, testtömege 35-48 gramm.

## Természetvédelmi helyzete
Az elterjedési területe nagyon kicsi, egyedszáma ismeretlen. A Természetvédelmi Világszövetség Vörös listáján nem szerepel.